# 13220 Кашіваґура
13220 Кашіваґура (13220 Kashiwagura) — астероїд головного поясу, відкритий 1 липня 1997 року.
Тіссеранів параметр щодо Юпітера — 3,218.